# Lizzie van Zyl
Lizzie Van Zyl (ur. 1894 w Wolnym Państwie Oranii, zm. 9 maja 1901 w Bloemfontein) – dziecko burskie internowane w brytyjskim obozie koncentracyjnym w Bloemfontein w okresie II wojny burskiej, które w wyniku niedożywienia i złych warunków sanitarnych panujących w obozie zapadło na dur brzuszny. W rezultacie złego traktowania zmarło w szpitalu obozowym. 
Władze brytyjskie internowały siedmioletnią Lizzie Van Zyl jako zakładniczkę, ponieważ jej ojciec odmówił ujawnienia się i poddania wojskom brytyjskim. 
Brytyjska aktywistka pacyfistyczna Emily Hobhouse wykorzystała jej śmierć jako symboliczny przykład fatalnych warunków i złego traktowania panujących w brytyjskich obozach koncentracyjnych, w których więziono tysiące burskich kobiet i dzieci, z czego 27 tys. zmarło, nie doczekawszy końca wojny.